# Jean-Baptiste Besard
Jean-Baptiste Besard (Besançon, 1567 circa – 1625 circa) è stato un liutista, compositore e medico francese, noto per la pubblicazione di due raccolte di composizioni per liuto del Rinascimento e del primo Barocco nelle quali erano presenti anche alcune indicazioni teoriche sull'uso di questo strumento..

## Biografia
Nato a Besançon, Besard studiò legge all'Università di Dôle conseguendo la Licentiate and Doctor of Laws nel 1587). In seguito si recò a Roma per studiare medicina e qui intraprese anche gli studi di musica con il famoso liutista Lorenzino Del Liuto (Lorenzo Tracetti).
Nel 1597 si trasferì a Hesse, città in cui svolse l'attività di insegnante di liuto accanto alla professione di medico e dottore in legge. Successivamente a Colonia pubblicò nel 1603 la raccolta intitolata Thesaurus harmonicus, che comprende 403 arrangiamenti per liuto. Questi pezzi, ridotti in forma di intavolatura, sono perlopiù di compositori a lui contemporanei, anche se alcuni di essi sono opera dallo stesso Besard. Il Thesaurus include in appedice una guida sull'uso del liuto, intitolata De modo in testudine libellus, che successivamente verrà tradotta in lingua inglese da Robert Dowland.
Nel 1617 ad Augusta diede alle stampe un'ulteriore raccolta musicale: Novus Partus, sive Concertationes Musicae, comprendente circa 60 pezzi solistici e per ensemble, molti dei quali composti da lui stesso. Nel corso della sua vita scrisse anche trattati relativi ad altre discipline, quali medicina, fisica e storia, ma è sempre di argomento musicale il trattato pedagogico Isagoge in artem testudinariam, scritto nel 1614 e riguardante l'arte del suonare il liuto. 
La data di morte di Besard è incerta. Sicuramente avvenne dopo il 22 ottobre del 1617, data della sua ultima opera pubblicata, oppure nel 1625 circa ad Augusta.
L'opera antologica di Besard ha costituito un'importante fonte musicale per trascrizioni e adattamenti musicali da parte di autori di epoche successive. In particolare Ottorino Respighi utilizzò alcuni pezzi per la composizione delle sue suite orchestrali Antiche arie e danze per liuto.